# Jan Grodzicki
Jan Grodzicki herbu Łada (zm. w 1742 roku) – skarbnik sanocki w latach 1724–1740, podczaszy żytomierski w 1721 roku.
Był elektorem Stanisława Leszczyńskiego w 1733 roku. Poseł ziemi sanockiej na sejm 1740 roku.